# Autreppe (Aat)
Autreppe is een dorpje in de Belgische provincie Henegouwen. Het ligt in Ormeignies, een deelgemeente van de stad Aat. Het ligt ruim twee kilometer ten westen van het centrum van Ormeigneis, nabij de grens met Blicquy.

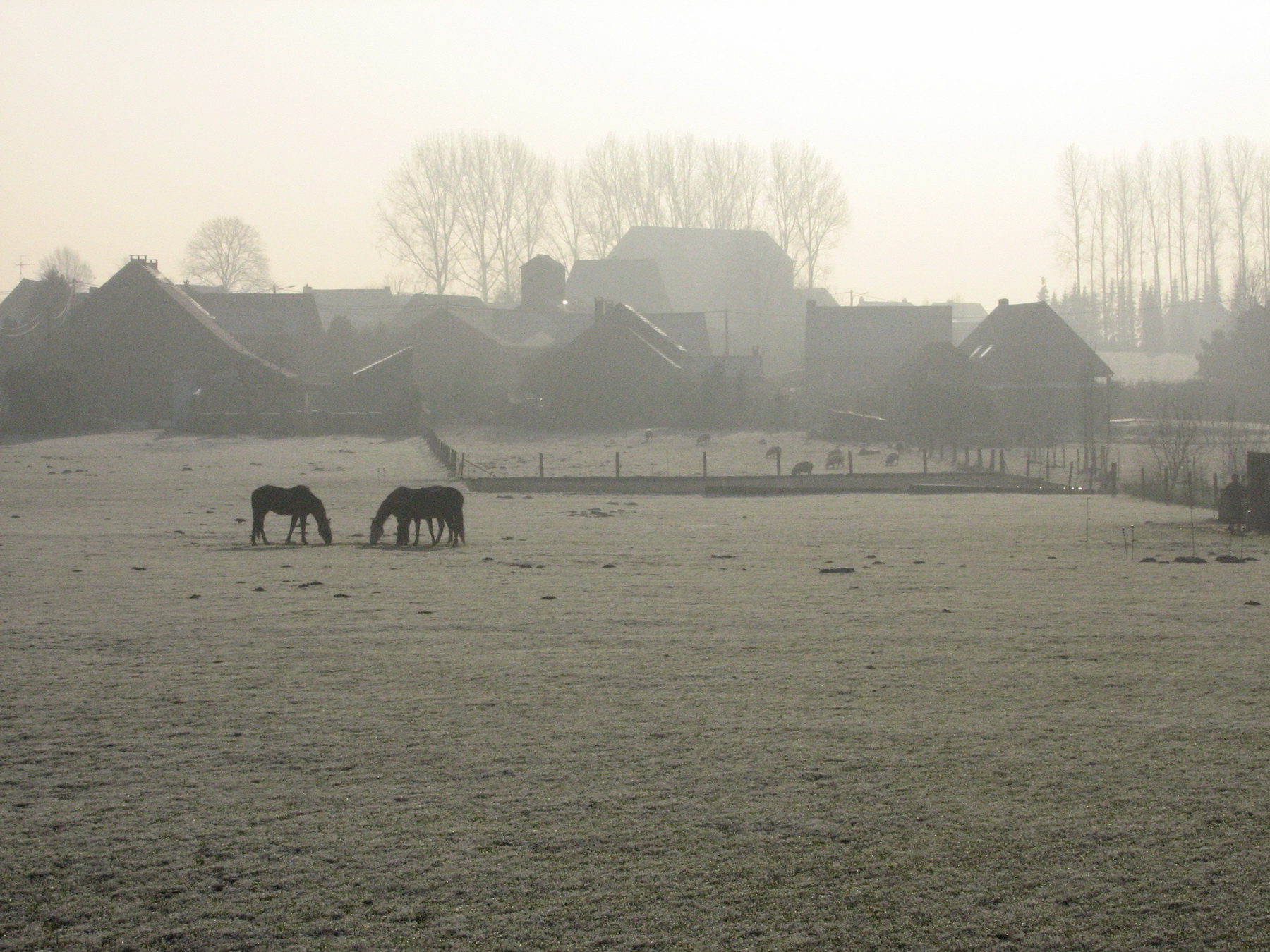
Zicht op Autreppe

## Geschiedenis
De plaats was vroeger de heerlijkheid La Motte, een leen van de heren van Blicquy. De Ferrariskaart uit de jaren 1770 toont de plaats als het gehucht Autreppe, met een kerkje en ten westen van het centrum het kasteel, aangeduid als Château de La Motte.
In 1788 gaf de abt van Cambron toestemming voor de bouw van een windmolen in Autreppe. De molen werd ten oosten van het dorpscentrum opgetrokken.
Bij de oprichting van de gemeenten op het eind van ancien régime werd Autreppe ondergebracht bij de gemeente Ormeignies. Het kasteel van Autreppe kwam op het grondgebied van de gemeente Blicquy te liggen.
In 1904 werd de bakstenen molen van Autreppe door een bliksem getroffen. De molen werd daarna volledig afgebroken. Het kasteel werd in 1905 verkocht aan de Witte Paters die er een sanatorium inrichtten. Na het vertrek van de paters in 1924 werd het seminarie voor Britse en Ierse filosofiestudenten, tot 1939. Tijdens de Tweede Wereldoorlog verbleven regelmatig militairen in het kasteel. Op het eind van de oorlog werd het kasteel in brand gestoken en vernield. Het hoofdgebouw is nu volledig verdwenen.
Bij de gemeentelijke fusies van 1977 werd Autreppe met de gemeente Ormeignies een deel van de stad Aat.

## Bezienswaardigheden

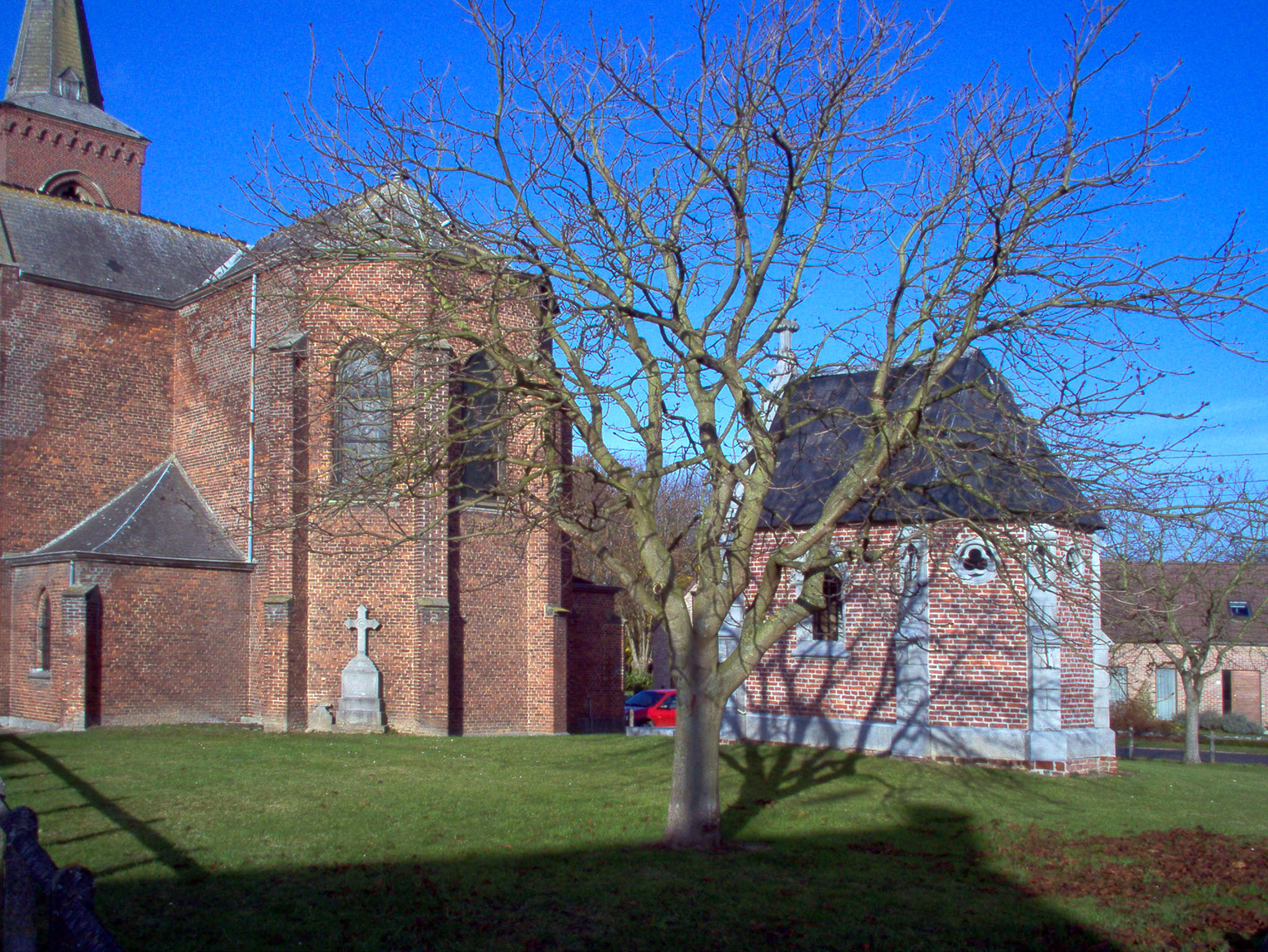
Église Notre-Dame en mausoleum

- De Onze-Lieve-Vrouwekerk (Église Notre-Dame). Het huidig gebouw werd opgetrokken rond 1865.

## Verkeer en vervoer
Langs Autreppe loopt de gewestweg N527 (Chaussée de Valenciennes)

## Nabijgelegen kernen
Blicquy, Moulbaix, Ormeignies, Ellignies-Sainte-Anne